# Sejerslev
Sejerslev – miasto w Danii, w regionie Jutlandia Północna, w gminie Morsø, na wyspie Mors.